# كليف ماي
كليف ماي (بالإنجليزية: Cliff May)‏ هو مهندس معماري أمريكي، ولد في 1909، وتوفي في 1989.